# Distoleon cleonice
Distoleon cleonice is een insect uit de familie van de mierenleeuwen (Myrmeleontidae), die tot de orde netvleugeligen (Neuroptera) behoort. 
Distoleon cleonice is voor het eerst wetenschappelijk beschreven door Banks in 1914.